# Chaiyya Chaiyya
Pistes de Bande originale de Dil Se
Jiya Jale
Chaiyya Chaiyya est une chanson indienne du thriller romantique indien Dil Se, réalisé par Mani Ratnam et sorti en 1998. La chanson a été composée par A.R. Rahman, écrit par Gulzar, et chanté par Sukhwinder Singh et Sapna Awasthi. Elle est rapidement devenu populaire à sa sortie et son clip vidéo a acquis un statut de culte, en partie parce qu'il a été filmé sur un train en mouvement. La chanson est basée sur la musique soufie et la poésie ourdou. La version tamoule est appelée "Thaiyya Thaiyya", qui est aussi populaire chez les Tamouls.
En 2002, BBC World Service a mené un sondage international pour choisir les dix chansons les plus populaires de tous les temps. Environ 7 
000 chansons ont été sélectionnées dans le monde entier. Selon la BBC, des personnes de 155 pays ont élu "Chaiyya Chaiyya" neuvième dans le top 10 des chansons. 

## Histoire
Les paroles de "Chaiyya Chaiyya" sont basées sur la chanson folklorique soufie "Thaiyya Thaiyya" avec les paroles du poète Bulleh Shah. Le chanteur Sukhvinder Singh a d'abord suggéré la chanson à A.R. Rahman qui cherchait une chanson de dévotion punjabi à inclure dans la bande sonore de Dil Se. Gulzar a réécrit ensuite les paroles et changea le nom en "Chaiyya Chaiyya".  
Dans une interview avec appelé "Sadhanai Tamilargal" avec Mani Ratnam, A.R. Rahman et Vairamuthu, Rahman a déclaré que la chanson a été composée à l'origine pour son album Vande Mataram. Mais comme il ne correspondait pas, il a décidé de le montrer à Mani Ratnam, qui aime ce genre de mélodies accrocheuses. La toute première fois en entendant la chanson, ce dernier a décidé de tourner la chanson dans un train.

## Clip vidéo
La chanson Chaiyya Chaiyya a été tournée sur le dessus du train Nilgiri Express, en route pour les villes d'Ooty, de Coonoor et Kotagiri. L'acteur Shahrukh Khan danse avec le mannequin et actrice Malaika Arora Khan et d'autres danseurs. La chorégraphie a été achevée en quatre jours et demi par la très célèbre chorégraphe Farah Khan. Aucune rétroprojection majeure ou effets spéciaux de post-production n'ont été utilisés dans le clip vidéo.
Malaika Arora se souvient : "Le croiriez-vous?" La chanson "Chaiyya Chaiyya" a été tournée exactement comme vous le voyez à l'écran : pas de caméra, pas de rétroprojection, pas d'effets spéciaux de post-production!". Elle a également révélé que : "... l'un des membres de l'unité a trébuché et s'est blessé, à part cela, les choses étaient en sécurité.".

## Dans la culture populaire
- La chanson a été utilisée pour l'ouverture du deuxième acte de la comédie musicale "Bombay Dreams", dans lequel la séquence de train du film a été recréée sur scène.
- Les remixes de la chanson ont été utilisés dans les génériques d'ouverture et de clôture du film Inside Man : L'Homme de l'intérieur, sorti en 2006. Les génériques d'ouverture, sur des plans de l'équipe de voleurs conduisant à Manhattan, comportent une version abrégée de l'original avec un accompagnement de trompette supplémentaire, et les crédits de clôture comportent un remix hip-hop de Panjabi MC ("Chaiyya Chaiyya Bollywood Joint") produit par DJ Premier.
- La chanson a été utilisée en musique de fond dans l'épisode 13 de la sitcom américaine Outsourced.
- La chanson a été utilisée dans l'épisode pilote de Dossier Smith. Une reprise de cette chanson a été utilisée dans l'épisode 5 de la saison 5 des Experts : Miami.
- Le morceau original et une version live de "Chaiyya Chaiyya" figurent dans la compilation d'A.R. Rahman, A.R. Rahman - A World of Music.
- La chanson a été utilisée lors de la cérémonie d'ouverture des Jeux du Commonwealth de 2010 qui s'est tenue au stade Jawaharlal Nehru à New Delhi le 3 octobre 2010.
- "Chaiyya Chaiyya" est devenu célèbre en Indonésie en 2011, après que Norman Kamaru, un policier originaire de Gorontalo, en Indonésie, ait enregistré lui-même la vidéo sur YouTube. Le nom de la vidéo est "Polisi Gorontalo Menggila" (police fou de Gorontalo).
- Le 17 mai 2015, l'artiste Kurt Hugo Schneider avec Sam Tsui, Vidya et Shankar Tucker, a mis en ligne une vidéo mashup sur YouTube intitulée Chaiyya Chaiyya / Don't Stop MASHUP!! - INDIA EDITION. Elle a recueilli 300 000 vues en 3 jours. Shahrukh Khan l'a tweeté, appréciant leur travail. En janvier 2016, la vidéo YouTube comptabilise 25 millions de vues.
- Le groupe a cappella Penn Masala a réalisé un cover de cette chanson dans son septième album, Panoramic.